# Halodiplosis sympegmae
Halodiplosis sympegmae är en tvåvingeart som beskrevs av Fedotova 1991. Halodiplosis sympegmae ingår i släktet Halodiplosis och familjen gallmyggor.
Artens utbredningsområde är Kazakstan. Inga underarter finns listade i Catalogue of Life.